# Чилап, Олег Викторович
Олег Викторович Чилап (О! Чилап; 2 августа 1959, Харьков) — российский музыкант, поэт, писатель, радиоведущий. Лидер группы Оптимальный вариант, автор более 250 песен, часть из которых издана на 14 компакт-дисках.

## Биография

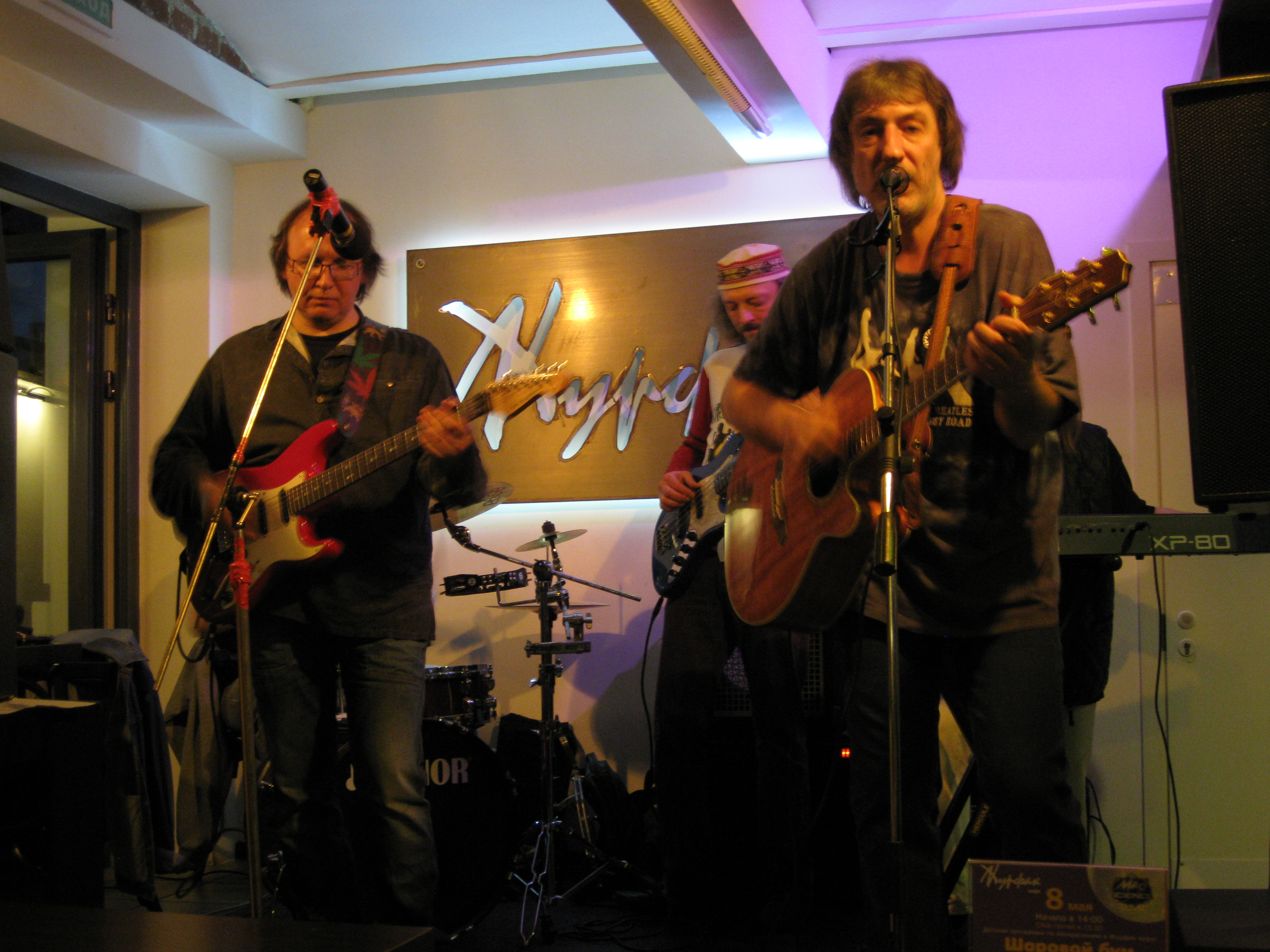
Выступление группы «Оптимальный вариант», 2011

Родился 2 августа 1959 года в Харькове. Через несколько лет после рождения переехал вместе с родителями в Киев, а ещё через некоторое время в Москву. До 1976 года учился в московской физико-математической школе № 625. В 1983 окончил МГТУ им. Н. Э. Баумана. Во второй половине XX века вместе с одноклассниками Сашей Липницким и Питом (Петром) Аникиным создал ансамбль «Оптимальный вариант», в составе которого выступает и по сей день.
С 1991 года начинается карьера Олега Чилапа на радио, где он становится автором и ведущим нескольких радиопередач. Во второй половине 90-х он вел передачу «Чемодан — довлатовские чтения» на радио Ракурс, в которой читал книги Сергея Довлатова и свою книгу «Восемь рук, чтобы обнять тебя», а также вел вечерне-ночные радиоэфиры. Некоторое время был главным редактором радио «РаКурс»
В 1993 Олег Чилап стал членом Союза литераторов России, является председателем секции авторского рока. Дважды (в 1999 и 2000) ему присуждался Президентский грант по литературе.
В 1998 году вышел первый сборник стихов и текстов песен «Репей`йа».
В 2005 году стал государственным стипендиатом по категории «выдающиеся деятели культуры и искусства».
Весной 2006 за сборник «Репей`йа» Чилапу была присуждена премия «Словесность» Союза литераторов России. В том же году вышла прозаическая книга Правдивых История Яблочных Лет «Восемь Рук Чтобы Обнять Тебя», сразу же ставшая бестселлером.
Ведущий программ «Книжная полка», «Вечер трудного дня» и «Проверено временем» на «Радио Комсомольская правда» (97.2FM Москва) и программы «На все времена» на «Радио России».

## Дискография
С группой «Оптимальный вариант»
- 1988 — ПошлиНа
- 1989 — Эй. Мельник!
- 1991 — Женщина с тараканами
- 1992 — Здравствуйте, госпожа Пчела
- 1996 — Шверинка (альбом)
- 1998 — Рыжий Альбом
- 2002 — Имэйлы
- 2006 — Гринвич

Сольное творчество
- 2006 — Лады
- 2011 — Камень в ботинке